# Gyétrul Jigmé Norbou Rinpotché
Gyétrul Jigmé Norbou Rinpotché est un maître bouddhiste tibétain, issu de la lignée Ripa et réincarnation de Gyeling Yonten Lhundrub Gyatso Rinpotché, né en Inde en octobre 1968. Fils du tertön Namkha Drimed Rinpotché et de Khandro Chimé Dolkar, arrière-arrière-petit-fils de Shakya Shri et frère de Tenzin Nyima Rinpotché et Khandro Tseyang Palmo. Il vit en Orissa (Inde).

## Biographie
Gyétrul Jigmé Rinpotché est détenteur de deux lignées, qui incluent toutes les deux la lignée Nyingma Ripa, une lignée héréditaire ou dungjud, dont il est héritier. Il est également à la tête de la lignée Péma Lingpa du monastère Gyeling Orgyan Mindrolling de Pémako.
Gyétrul Jigmé Rinpotché a été reconnu à l'âge de trois ans par Kyabjé Dudjom Rinpotché, détenteur de la lignée Nyingma, en tant que réincarnation de Gyeling Yonten Lhundrub Gyatso Rinpotché. Il a étudié à Darjeeling, où il a appris l'anglais, puis à l’Institut Supérieur d’Etudes et de Recherches Ngagyur Dojo Ling à Bouddhanath au Népal, institut fondé par Dudjom Rinpotché. Il a reçu en 1993 un doctorat en études du Bouddhisme Tantrique et Sutrique.
Les premiers maîtres spirituels de Gyétrul Jigmé Rinpotché ont été Dudjom Rinpotché, et son père et maître-racine Namkha Drimed Rabjam Rinpotché. Il a reçu les enseignements des maîtres de la tradition Drukpa Kagyu, particulièrement ceux de la lignée Shakya Shri : le 12e Gyalwang Drukpa Rinpotché et kyabjé Thuksay Rinpotché.
Maître spirituel en Orissa depuis septembre 1993, il y réalise également un travail humanitaire. Il a ainsi fondé le projet «Eau Pure», pour lequel il a reçu l'approbation du Dalaï-Lama et du gouvernement tibétain en exil. Il dirige aussi la mise en place d’un programme de prévention et de traitement de la malaria, la direction d’un programme de soutien aux orphelins, aux personnes âgées, à la scolarité des enfants et des moines en Orissa.
Gyétrul Jigmé Rinpotché donne des enseignements en Europe depuis 1996. Il a fondé les centres Padma Ling, un réseau d’enseignements du Dharma, en Suisse, France, Allemagne, Espagne, Angleterre, Japon et Guyane française.
Dirigeant les monastères de Ripa en Inde et au Népal, et diffusant ses enseignements en Occident au travers de ses centres Padma Ling et des Fondations Ripa, Gyétrul Jigmé Rinpotché participe aussi au développement de la communauté tibétaine en exil.